# Quadrophenia (film)
Quadrophenia è un film del 1979 diretto da Franc Roddam tratto dall'omonimo album del 1973 degli Who, che ne sono anche i produttori esecutivi.
Il film racconta la storia di Jimmy, un ragazzo mod, il suo giro di amicizie e gli scontri con le bande rivali di rockers, creando scompiglio nelle città inglesi. Jimmy, cacciato di casa dal padre e perso il lavoro, cercherà rifugio nelle droghe, subendo però una profonda delusione dagli ideali a cui si ispirava.

## Trama
A Londra, durante gli anni sessanta, Jimmy è un membro di una banda di mod (dall'inglese modernists, giovani ben vestiti che guidano scooter italiani come Lambretta e Vespa). I mod si contrappongono ai rockers, amanti del rock and roll statunitense anni cinquanta e vestiti con giubbotti di pelle e alla guida di grosse motociclette. Incompreso in famiglia e costretto a un lavoro da fattorino, Jimmy cerca la soluzione alle sue ansie giovanili all'interno della sua banda, insieme ai suoi amici Dave, Chalky e Spider, facendo uso e abuso di alcol e anfetamine.
I tre giorni di festa della bank holiday sono il pretesto per portare all'apice la rivalità fra le due bande, che culmina con gli scontri a Brighton, cittadina della costa meridionale britannica, dove orde di mod e rocker si affrontano in una vera e propria battaglia: il film rievoca così un episodio realmente accaduto e conosciuto come la battaglia di Brighton, avvenuta nel maggio del 1964. In seguito ai disordini Jimmy è arrestato insieme ad Ace (in inglese Ace Face), considerato l'idolo dei mod: un ragazzo idolatrato e invidiato da tutti per il proprio stile.
L'intemperanza del giovane Jimmy ed il ritrovamento, da parte della madre, di alcune pillole blu nascoste sotto il suo materasso costringono i genitori ad allontanarlo da casa. Adirato per questo pessimo avvenimento e sempre più in conflitto con lo stile di vita quotidiano, Jimmy si reca sul luogo del lavoro, dove sfoga tutte le sue frustrazioni e la sua rabbia sul suo titolare, perdendo il posto di fattorino. Anche Steph, la ragazza di cui Jimmy era innamorato e che aveva partecipato con lui agli avvenimenti di Brighton, lo scarica per mettersi con il suo amico Dave, dato che considerava la loro avventura nient'altro che un gioco.
Deluso ed amareggiato, Jimmy prende il treno delle 5:15 per tornare a Brighton, il luogo dove, per la prima volta, si era sentito veramente un mod e dove aveva trovato una ragione di vita. Camminando per la città rivede Ace e il suo scooter parcheggiato, ma non può credere ai suoi occhi: Ace è in realtà il facchino di un hotel, che porta le valigie ai facoltosi ospiti. Il crollo psicologico e il derivante impeto d'ira per quest'ennesima profonda delusione portano Jimmy a rubare lo scooter di Ace per dirigersi verso le scogliere di Dover e affrontare il proprio destino.
Nel finale Jimmy lancia la Vespa di Ace dalla scogliera a picco sul mare e rimane in cima a guardare la moto cadere e schiantarsi sulle rocce. La prima scena del film, che va collocata cronologicamente per ultima e che vuole esserne l'epilogo, ritrae Jimmy che cammina sul bordo della scogliera, mostrando che l'atto finale non è il suicidio, ma semplicemente la fine dell'illusione, dopo la distruzione del simbolo della cultura mod e il rifiuto di uno stile di vita i cui valori per Jimmy non hanno più alcun significato.

## Colonna sonora
Lato A
1. The Who – I Am the Sea
2. The Who – The Real Me
3. The Who – I'm One
4. The Who – 5:15
5. The Who – Love Reign O'er Me

Lato B
1. The Who – Bell Boy
2. The Who – I've Had Enough
3. The Who – Helpless Dancer
4. The Who – Doctor Jimmy

Lato C
1. The High Numbers – Zoot Suit
2. Cross Section – Hi Heel Sneakers
3. The Who – Get Out and Stay Out
4. The Who – Four Faces
5. The Who – Joker James
6. The Who – The Punk And the Godfather

Lato D
1. James Brown – Night Train
2. The Kingsmen – Louie Louie
3. Booker T. & the M.G.'s – Green Onions
4. The Cascades – Rhythm of the Rain
5. The Chiffons – He's So Fine
6. The Ronettes – Be My Baby
7. The Crystals – Da Doo Ron Ron